# Гейлсвілл (Вісконсин)
Гейлсвілл (англ. Galesville) — місто (англ. city) в США, в окрузі Тремполо штату Вісконсин. Населення — 1662 особи (2020).

## Географія
Гейлсвілл розташований за координатами 44°4′59″ пн. ш. 91°21′31″ зх. д. / 44.08306° пн. ш. 91.35861° зх. д. (44.083066, -91.358698).  За даними Бюро перепису населення США в 2010 році місто мало площу 3,81 км², з яких 3,52 км² — суходіл та 0,28 км² — водойми.

## Демографія
Згідно з переписом 2010 року, у місті мешкала 1481 особа в 635 домогосподарствах у складі 388 родин. Густота населення становила 389 осіб/км².  Було 694 помешкання (182/км²).
Расовий склад населення:
| - 96,6 % — білих - 1,0 % — азіатів - 0,2 % — корінних американців - 0,1 % — чорних або афроамериканців |

До двох чи більше рас належало 1,6 %. Частка іспаномовних становила 1,2 % від усіх жителів.
За віковим діапазоном населення розподілялося таким чином: 22,7 % — особи молодші 18 років, 59,2 % — особи у віці 18—64 років, 18,1 % — особи у віці 65 років та старші. Медіана віку мешканця становила 41,6 року. На 100 осіб жіночої статі у місті припадало 92,1 чоловіків;  на 100 жінок у віці від 18 років та старших — 89,6 чоловіків також старших 18 років.
Середній дохід на одне домашнє господарство  становив 57 577 доларів США (медіана — 49 265), а середній дохід на одну сім'ю — 72 807 доларів (медіана — 69 226). Медіана доходів становила 44 323 долари для чоловіків та 35 341 долар для жінок. За межею бідності перебувало 13,6 % осіб, у тому числі 21,1 % дітей у віці до 18 років та 8,6 % осіб у віці 65 років та старших.
Цивільне працевлаштоване населення становило 759 осіб. Основні галузі зайнятості: виробництво — 24,5 %, освіта, охорона здоров'я та соціальна допомога — 22,8 %, науковці, спеціалісти, менеджери — 9,4 %, мистецтво, розваги та відпочинок — 7,0 %.